# Mark 3
De British Rail Mark 3 rijtuigen is een type britse Spoorwegrijtuig gebouwd door de spoormaterieelbouwer BREL (een onderdeel van British Rail) in de jaren 1975-1988. De rijtuigen zijn ontworpen voor gebruik in InterCity treinen van British Rail. Het merendeel van de wagens, aanwezig in vele varianten, wordt nog steeds gebruikt. 

## Beschrijving
De Mark 3 coaches kennen een verbeterde luchtvering vergeleken met hun voorgangers, waardoor er een verhoogd comfort is. Deze wagons hebben een ongewoon systeem van deuropening: de handgreep van de deur zit aan de buitenkant, om de deur te openen van binnenuit moet je eerst het raampje openen.

## Gebruikers
De treinen worden momenteel door de volgende spoorwegmaatschappijen gebruikt:
- Arriva Trains Wales
- CrossCountry
- East Coast
- East Midlands Trains
- First Great Western
- First ScotRail
- Grand Central
- National Express East Anglia
- Virgin Trains